# Station 't Harde
Station 't Harde is een spoorwegstation op 't Harde in Gelderland aan de spoorlijn Amersfoort - Zwolle (onderdeel van de Centraalspoorweg Utrecht - Kampen). Het station, geopend op 20 augustus 1863, heeft in de loop der tijd verschillende namen gehad:
- van 20 augustus 1863 tot 1888/1889 Elburg-Epe
- van 1888/1889 tot 1 november 1914 Elburg-Oldebroek
- van 1 november 1914 tot 26 mei 1963 Legerplaats Oldebroek
- vanaf 26 mei 1963 't Harde.

Het oorspronkelijke stationsgebouw was van het Standaardtype NCS 2e klasse. In 1903 werd er een vleugel bij aangebouwd. In 1979/1980 werd het vervangen door een nieuwe gebouwtje naar ontwerp van ir. Cees Douma, geopend op 2 april 1980. Op dit moment staat er geen stationsgebouw meer. Op 30 oktober 1987 werd bij het station een emplacement ten behoeve van vervoer voor Defensie in gebruik genomen. Voor uitgebreide werkzaamheden te Zwolle werd langs spoor 4 een tijdelijk noodperron gebouwd.  
Station 't Harde wordt bediend door de volgende treinserie:
| Serie | Treinsoort    | Route                                                                          | Bijzonderheden |
| ----- | ------------- | ------------------------------------------------------------------------------ | -------------- |
| 5600  | Sprinter (NS) | Utrecht Centraal – Utrecht Overvecht – Amersfoort Centraal – 't Harde – Zwolle |                |

Het station wordt van maandag t/m vrijdag ook bediend door streekbus 170 ('t Harde - Twello) en buurtbus 514 ('t Harde - Wezep) van EBS. Buslijn 170 rijdt ook in het weekend, maar deze rijdt dan alleen tussen Epe en Twello.

## Ontwikkeling aantal reizigers
Het aantal door NS vervoerde reizigers (per gemiddelde werkdag) ontwikkelde zich sedert 2019 als volgt:
| Jaar | Aantal reizigers |
| ---- | ---------------- |
| 2019 | 1.460            |
| 2020 | 729              |
| 2021 | 854              |
| 2022 | 1.087            |
| 2023 | 1.203            |
| 2024 | 1.169            |

## Afbeeldingen

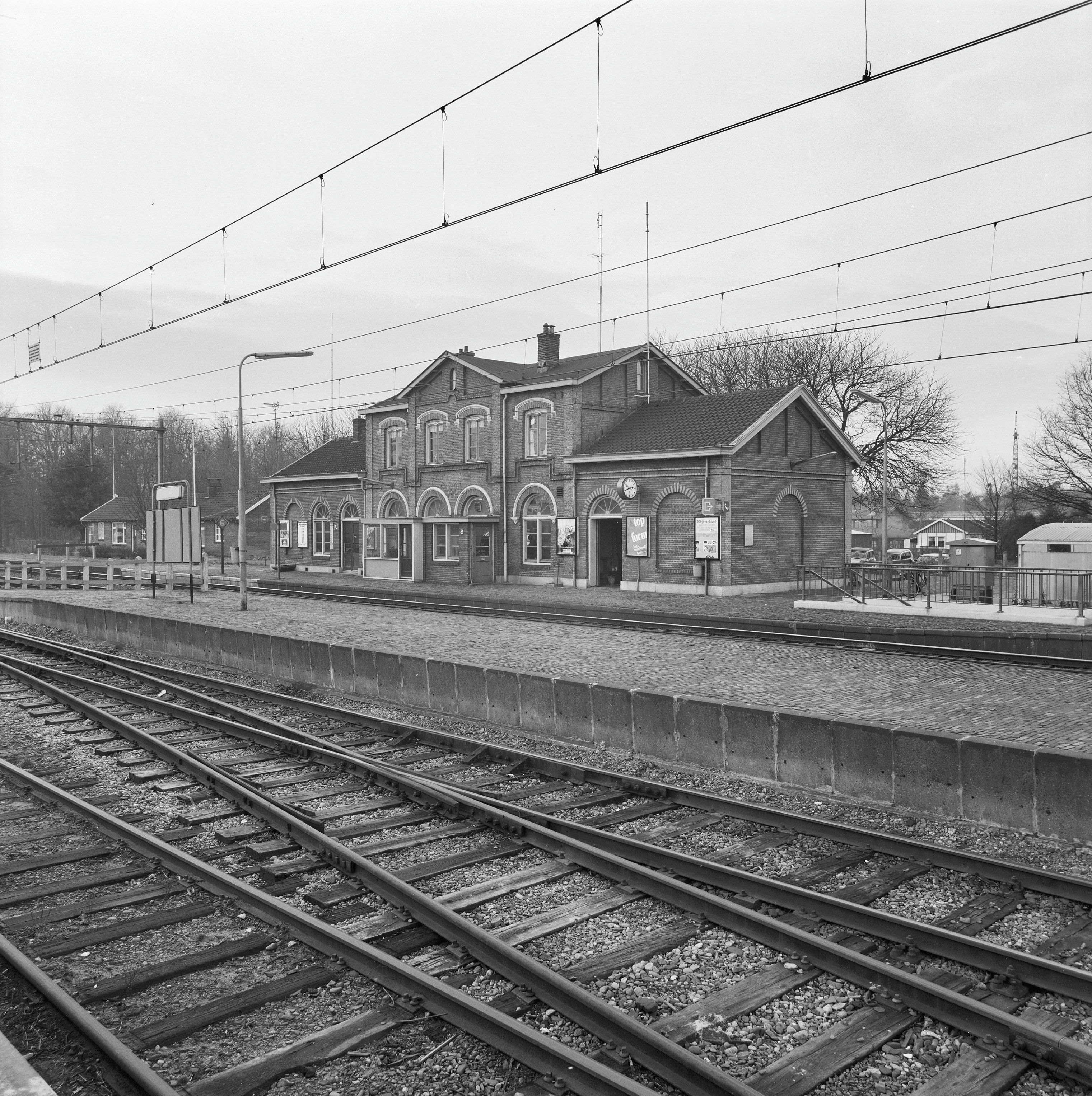
Station 't Harde in 1973
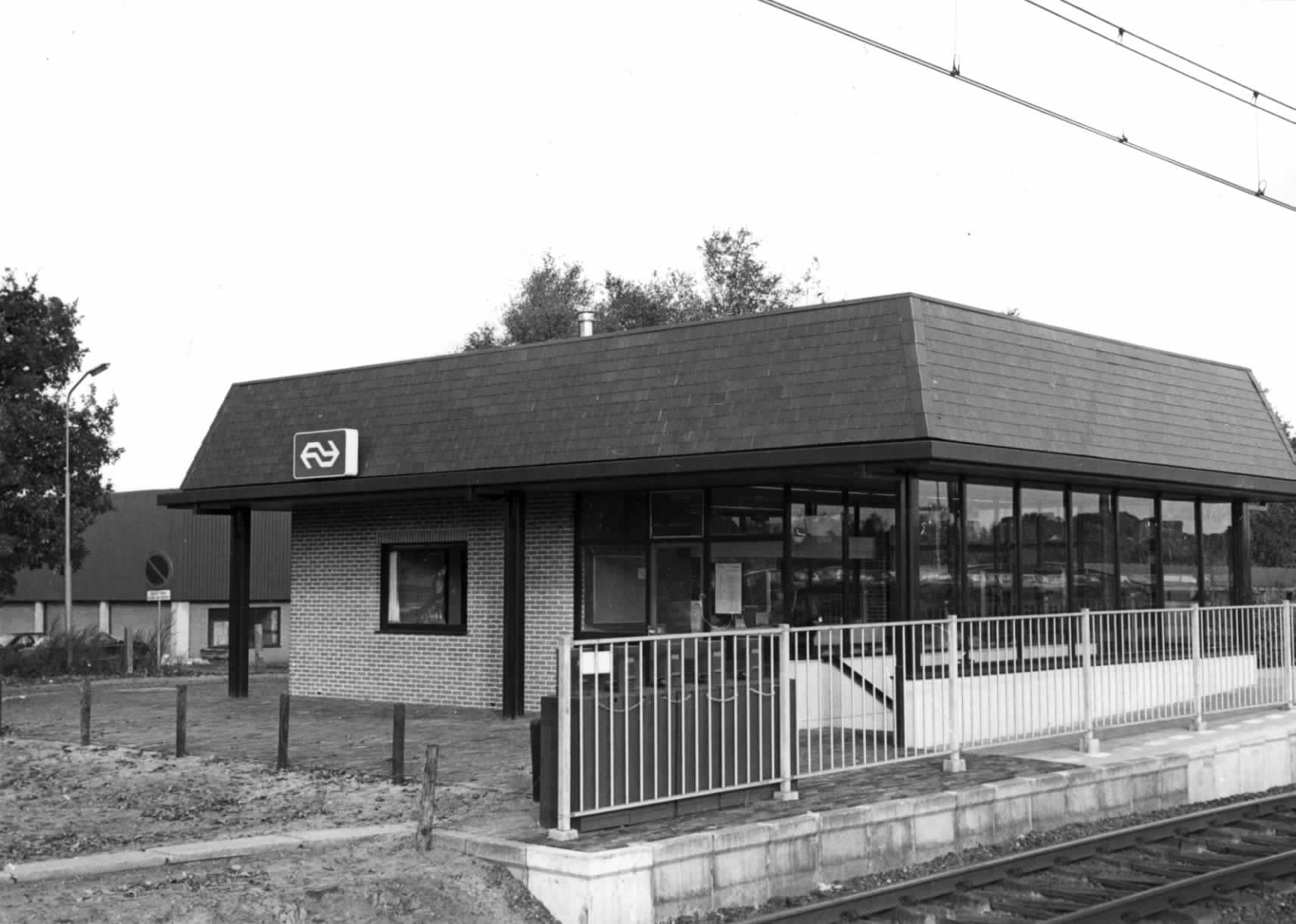
Station 't Harde in 1980
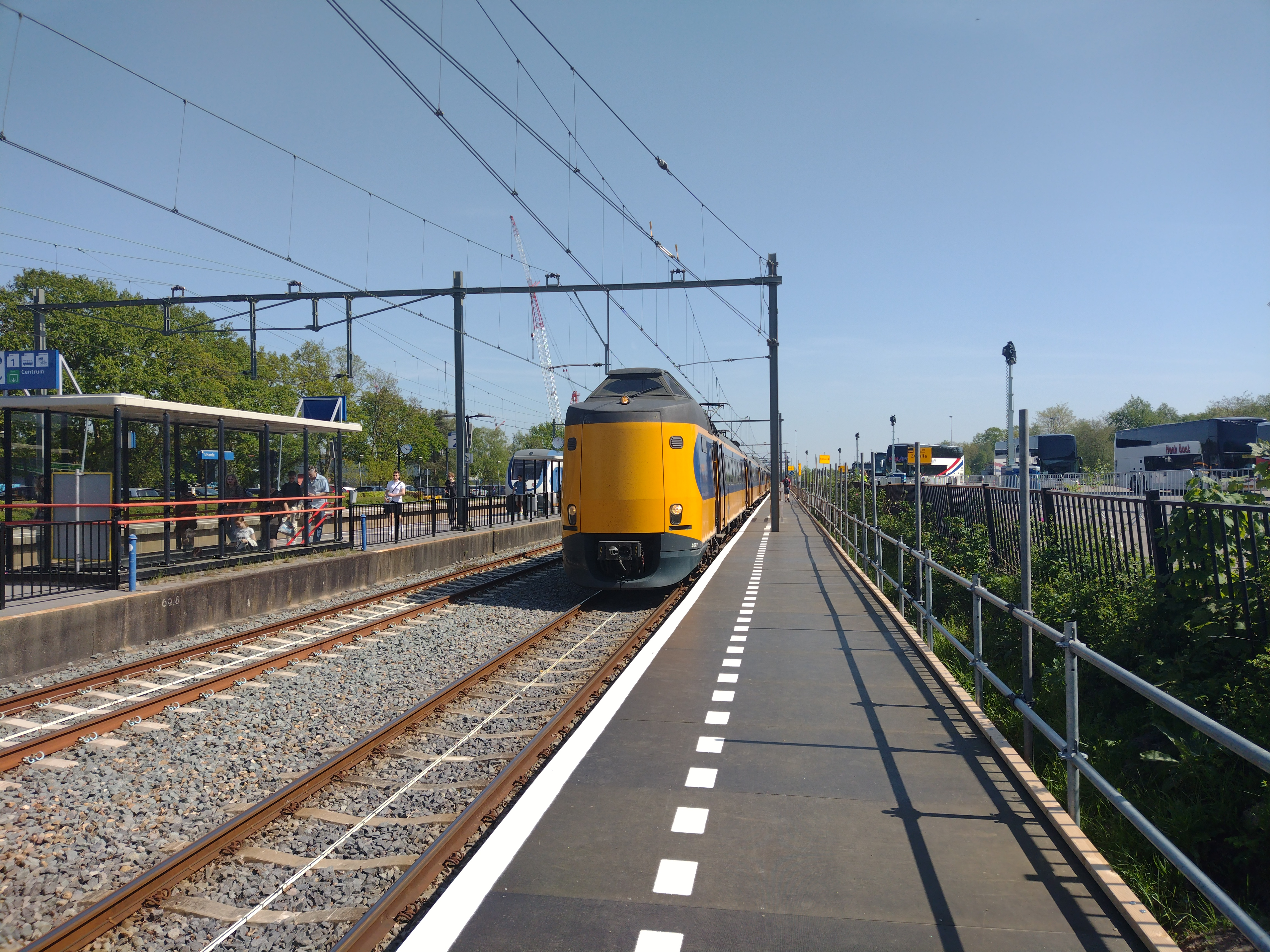
Tijdelijk perron tijdens spoorwerkzaamheden. Een ICM richting Amersfoort staat klaar voor vertrek (2024)
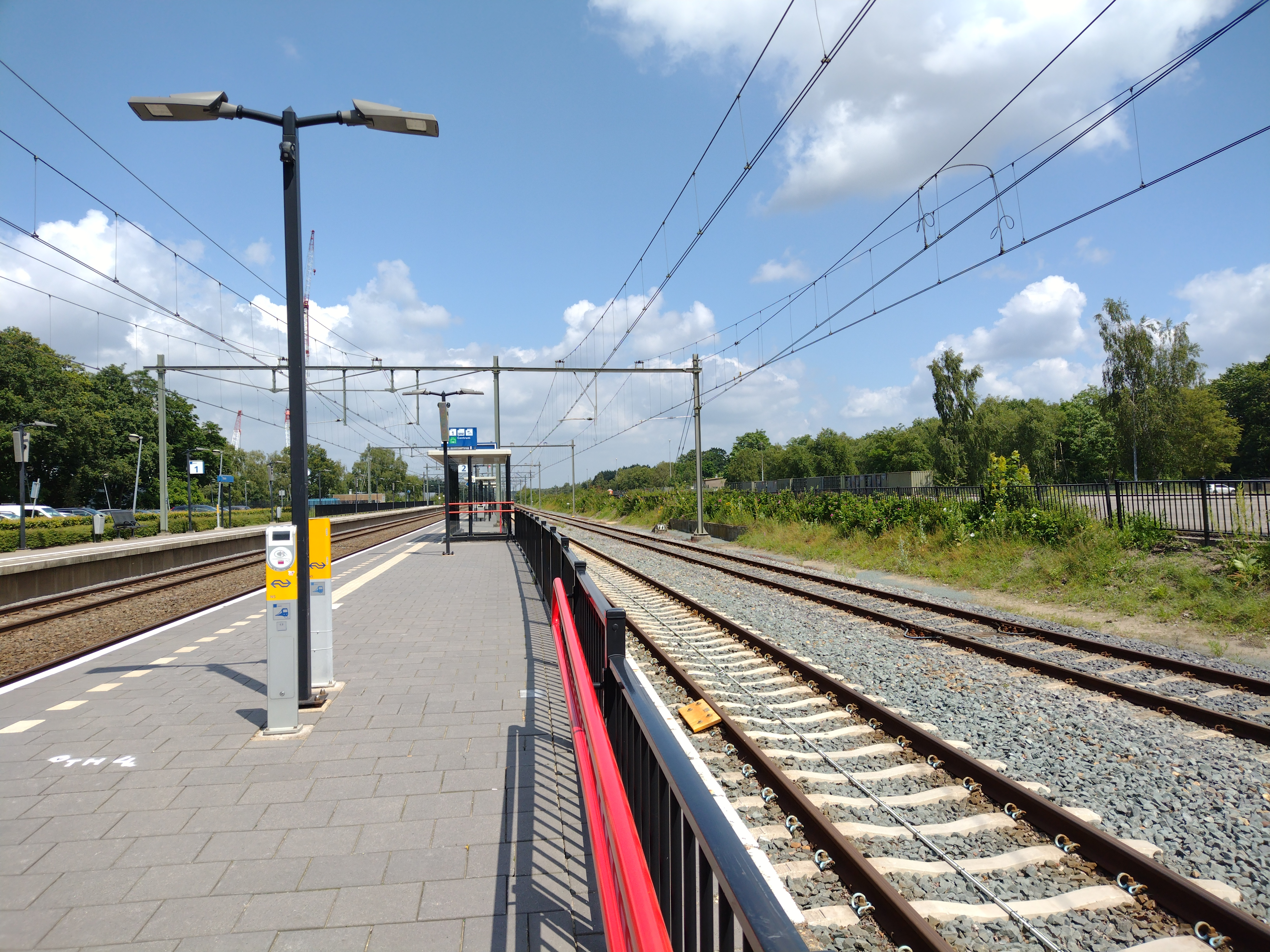
Perrons. Het tijdelijke perron is weer weggehaald
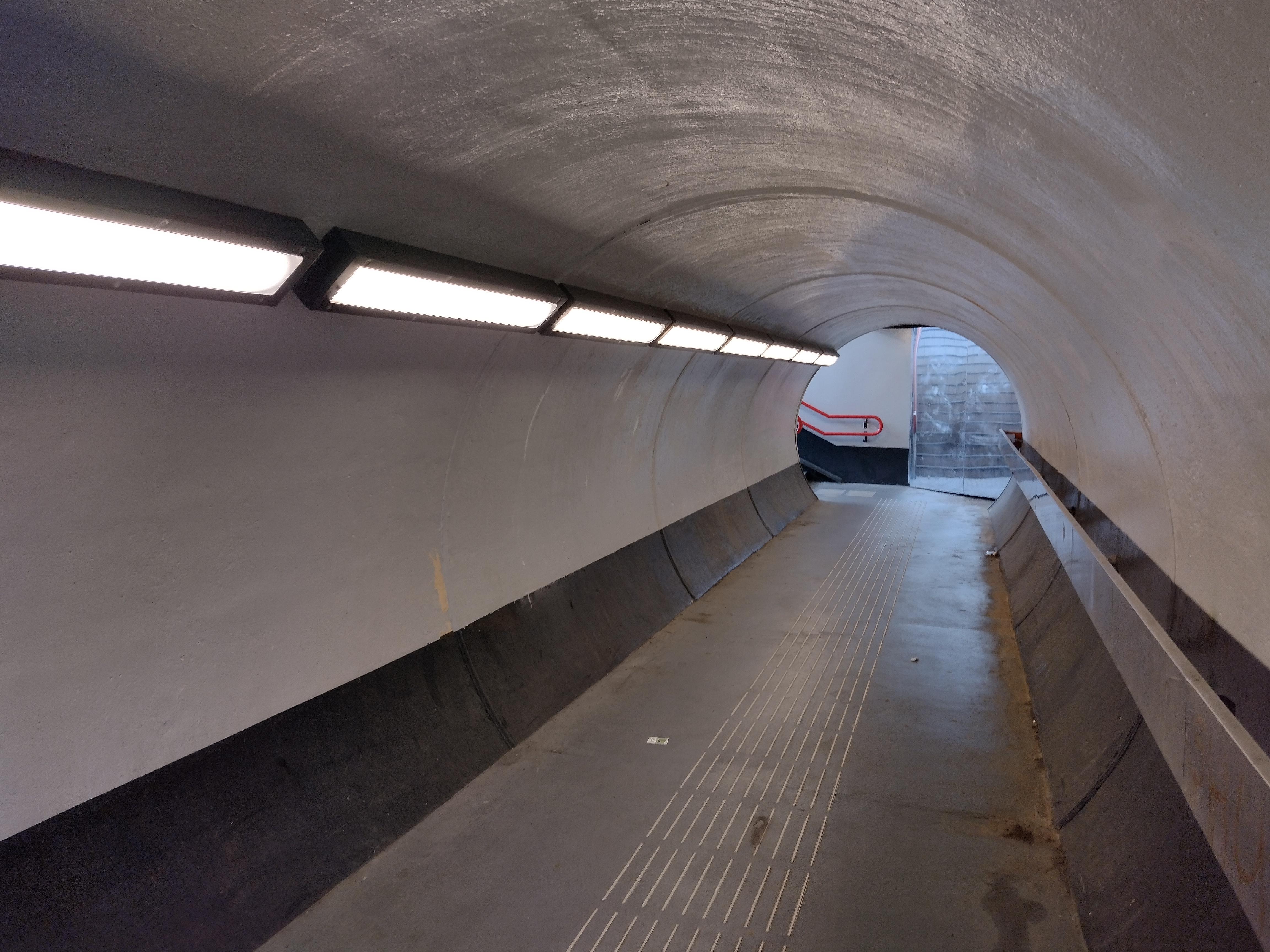
Tunnel onder de sporen

0: Utrecht Centraal ·
1: Utrecht Buurtstation ·
2:Amsterdamsche Straatweg ·
2: Vechtbrug ·
3: Utrecht Overvecht ·
5: Blauwkapel ·
7: Groenekan Oost ·
9: Bilthoven ·
12: Den Dolder ·
16: Soestduinen ·
19: De Vlasakkers ·
21: Amersfoort Centraal ·
22: Amersfoort NCS ·
23: Amersfoort Koppel ·
24: Bloemendaalsche Weg ·
25: Amersfoort Schothorst ·
26: Liendert ·
28: Hooglanderveen ·
28: Amersfoort Vathorst ·
29: Hoevelaken ·
30: Slichtenhorst ·
32: Nijkerk ·
34: Diermen ·
36: Hooge Steeg ·
38: Bijsteren ·
40: Putten ·
43: Volenbeek ·
45: Ermelo ·
47: Horst-Tonsel ·
49: Harderwijk ·
55: Hulshorst ·
58: Nieuw Groeneveld ·
64: Nunspeet ·
70: 't Harde ·
73: Oldebroek ·
79: Wezep ·
83: Hattemerbroek ·
88: Zwolle NCS ·
88: Zwolle ·
101: Kampen
Huidige stations:
Aalten ·
Apeldoorn · 
-De Maten · 
-Osseveld ·
Arnhem:
-Centraal · 
-Presikhaaf · 
-Velperpoort · 
-Zuid ·
Barneveld:
-Centrum · 
-Noord ·
-Zuid ·
Beesd ·
Brummen ·
Culemborg ·
Didam ·
Dieren ·
Doetinchem · 
-De Huet · 
Duiven ·
Ede:
-Centrum ·
-Wageningen ·
Elst ·
Ermelo ·
Gaanderen · 
Geldermalsen ·
't Harde ·
Harderwijk ·
Hemmen-Dodewaard ·
Kesteren ·
Klarenbeek ·
Lichtenvoorde-Groenlo ·
Lochem ·
Lunteren ·
Nijkerk ·
Nijmegen · 
-Dukenburg · 
-Goffert · 
-Heyendaal · 
-Lent ·
Nunspeet · 
Oosterbeek ·
Opheusden ·
Putten ·
Rheden ·
Ruurlo ·
Terborg ·
Tiel · 
-Passewaaij ·
Twello · 
Varsseveld · 
Veenendaal-De Klomp · 
Velp · 
Voorst-Empe · 
Vorden · 
Wehl ·
Westervoort · 
Wezep · 
Wijchen ·
Winterswijk · 
-West · 
Wolfheze · 
Zaltbommel · 
Zetten-Andelst · 
Zevenaar · 
Zutphen
Voormalige stations: lijst van voormalige spoorwegstations in Gelderland